# Aeroportul Internațional Velana
Aeroportul Internațional Velana (IATA: MLE, ICAO: VRMM) este un aeroport din Kaafu Atoll⁠(d), Maldive ce deservește zona Malé. A fost deschis în 12 aprilie 1966 și numit după Velana⁠(d).
Situat la o altitudine de 2 m, aeroportul dispune de 1 pistă.

## Infrastructură

### Piste
Aeroportul dispune de o singură pistă. Pista 18/36 are suprafața de asfalt și dimensiunile 3.200 m × 60 m. 